# 張榮財
張榮財（1958年—），臺灣臺南市關廟區東勢里人，從事磚頭搬運工作。因在1985年駕駛拼裝車不慎撞上陳水扁的妻子吳淑珍，導致吳終生下半身瘫痪。

## 吳淑珍車禍
1985年11月18日，陳水扁參選臺南縣縣長敗選，由親友五十餘人陪同，到關廟鄉謝票。下午1時許，他們搭車到關廟鄉中正路關廟鄉公所前，將汽車停放路旁，大家下車準備徒步到中正路368號對面巷內「齒留香餐廳」用餐。另一方面，張榮財替盛建磚廠載3,000塊磚到嘉義縣太保鄉（今太保市）給買主謝榮文後回到關廟，至北勢村益山修理行修理拼裝車大燈開關後駕車準備回家。
事故當時，陳水扁和太太吳淑珍及部分友人已轉入巷內，其他人仍在中正路上。而張榮財駛到中正路關廟鄉農會前時發現煞車失靈，他聲稱當時不知所措，只顧閃躲路上人車，到了中正路368號前時，發現前面路上站滿行人，他因閃躲不及，乃將方向盤向左打，準備將車轉向人較少的巷內，不料便撞上正步行到餐廳用餐的吳淑珍及同行友人余慧珠。

## 調查結果
當時台南地檢處檢察官呂光華調查結果，基於下述理由認為張榮財非蓄意要謀殺吳淑珍：
1. 張榮財係單純鄉民，所受教育不多，平日為生計忙碌，未加入任何政治團體或民間社團，亦未與地方政治人物往來，更未結交任何不法分子，與陳水扁夫婦素不相識，無任何恩怨可言，亦無法預知陳妻等臨時會步入該巷內，應無蓄意殺害陳妻之可能。
2. 該車禍發生時，眾目睽睽，光天化日，被告果欲殺人，儘可採隱密手段，擇無人處所為之，殊無出此下策，開拼裝車於鬧市下手之理。
3. 當時五輪拼裝車都是利用真空煞車輔助器[1]來煞車，如真空吸力不足，就會有煞車失靈現象發生。檢察官認為張榮財於肇事時雖曾踩煞車，但緊張之下，真空吸力不足，未能打開風門，致未煞住。如被告蓄意殺人，事先即可更動機件，故意佈置成煞車失靈狀態，豈非更能掩人耳目。故經查並無任何確切證據可資證明張榮財蓄意謀殺吳淑珍。

此外根據陳水扁樁腳同時也是車禍目擊者林昭泰的說法，案發後他有過一段明查暗訪，也證實張榮財只是個為三餐奔忙的磚頭載運工。
此案由陳水扁第二次出庭時主動撤回告訴，故張榮財未經由司法判決證明其清白，或確定其罪刑。

## 雙方回應

### 張榮財家人
根據司法調查結果，判定此一事故純屬意外，由於張榮財對造成吳淑珍殘疾的愧疚，在配合參加民進黨的選舉活動造勢時，遭眾人以言語抨擊，張榮財對此回答：“我對不起大家、我不該去害阿扁與阿珍。”而台下的支持者亦對此鼓譟。據時報周刊記者於2006年的採訪記錄，在張榮財的故鄉臺南縣關廟鄉的東勢村，一些村民們為保護張榮財，謊稱張榮財已死於意外，而張榮財家人對於陌生人來訪亦感到排斥，回應表示：「不要再叫阿榮去演戲了，二十一年了，能不能給他一個平靜的生活？」。

### 吳淑珍家人
對於這起車禍，吳淑珍的家人至今仍認為是一場「政治車禍」。其夫婿陳水扁擔任中華民國總統時，在2006年6月20日公開表示：「還害我太太在我選臺南縣縣長謝票的期間，遭受政治車禍，已經坐輪椅二十一年了。」其女兒陳幸妤亦於2008年10月9日於自由時報投書提道：「作為一個政治人物的兒女是可悲，尤其是綠營的政治人物，我九歲時我媽媽政治車禍才出院半年，我爸爸就被抓去關了。」。